# Lasioglossum laevoides
Lasioglossum laevoides är en biart som beskrevs av Ebmer 2005. Lasioglossum laevoides ingår i släktet smalbin, och familjen vägbin. Inga underarter finns listade i Catalogue of Life.